# گمینا ماسووو
گمینا ماسووو (به لهستانی:  Gmina Masłów) یک گمینا در لهستان است که در شهرستان کیلتسه واقع شده‌است. گمینا ماسووو ۸۶٫۲۷ کیلومتر مربع مساحت و ۹٬۵۹۵ نفر جمعیت دارد.